# Rhodostrophia strigata
Rhodostrophia strigata là một loài bướm đêm trong họ Geometridae.